# Рипли (Њујорк)
Рипли (енгл. Ripley) насељено је место без административног статуса у америчкој савезној држави Њујорк.

## Демографија
По попису из 2010. године број становника је 872, што је 158 (-15,3%) становника мање него 2000. године.
| Група             | 2000.         | 2010.       |
| Белци             | 1.001 (97,2%) | 840 (96,3%) |
| Афроамериканци    | 3 (0,3%)      | 0 (0,0%)    |
| Азијати           | 0 (0,0%)      | 0 (0,0%)    |
| Хиспаноамериканци | 16 (1,6%)     | 19 (2,2%)   |
| Укупно            | 1.030         | 872         |